# Cratere Walker
Walker è un cratere lunare situato sul lato nascosto della Luna, a metà strada tra il cratere Plummer e il cratere Rumford.

## Crateri correlati
Alcuni crateri minori situati in prossimità di Walker sono convenzionalmente identificati, sulle mappe lunari, attraverso una lettera associata al nome.
| Walker | Latitudine | Longitudine | Diametro |
| ------ | ---------- | ----------- | -------- |
| A      | 24.9° S    | 162.0° W    | 20 km    |
| G      | 26.9° S    | 158.8° W    | 20 km    |
| N      | 29.0° S    | 162.6° W    | 17 km    |
| R      | 26.5° S    | 163.8° W    | 17 km    |
| W      | 24.6° S    | 164.3° W    | 44 km    |
| Z      | 22.4° S    | 161.9° W    | 16 km    |